# San Miguel Ixtahuacán
San Miguel Ixtahuacán är en kommunhuvudort i Guatemala.   Den ligger i departementet Departamento de San Marcos, i den västra delen av landet, 150 km nordväst om huvudstaden Guatemala City. San Miguel Ixtahuacán ligger 2 388 meter över havet och antalet invånare är 3 662.
Terrängen runt San Miguel Ixtahuacán är lite bergig. Runt San Miguel Ixtahuacán är det ganska tätbefolkat, med 199 invånare per kvadratkilometer. Närmaste större samhälle är Comitancillo, 18,8 km söder om San Miguel Ixtahuacán. I omgivningarna runt San Miguel Ixtahuacán växer huvudsakligen savannskog.